# Neochromadora alatocarpa
Neochromadora alatocarpa är en rundmaskart som beskrevs av Stephen Donald Hopper 1961. Neochromadora alatocarpa ingår i släktet Neochromadora och familjen Chromadoridae. Inga underarter finns listade i Catalogue of Life.